# طب تحفظي

عام العمر المصحح بإحتساب مفعول الملاريا لكل 000 100 نسمة في عام 2002.
no data
≤10
10-50
50-100
100-250
250-500
500-1000
1000-1500
1500-2000
2000-2500
2500-3000
3000-3500
≥3500

الطب التحفظي هو مجال متعدد التخصصات يدرس العلاقة بين صحة الإنسان والحيوان والظروف البيئية. يُعرف أيضًا بالطب البيئي أو الطب البيئي أو الجيولوجيا الطبية.
الأسباب البيئية للمشكلات الصحية معقدة وعالمية وغير مفهومة جيدًا. يشكل ممارسو الطب التحفظي فرقًا متعددة التخصصات لمعالجة هذه القضايا. قد تشمل الفرق الأطباء والأطباء البيطريين الذين يعملون جنبًا إلى جنب مع الباحثين والأطباء من مختلف التخصصات، بما في ذلك علماء الأحياء الدقيقة، وعلماء الأمراض، ومحللي المناظر الطبيعية، وعلماء الأحياء البحرية، وعلماء السموم، وعلم الأوبئة، وعلماء المناخ، وعلماء الأنثروبولوجيا، والاقتصاديين، وعلماء السياسة.
تشمل المجالات السريرية فيروس نقص المناعة البشرية ومرض لايم والمتلازمة التنفسية الحادة الوخيمة (سارز) وأنفلونزا الطيور وفيروس غرب النيل والملاريا وفيروس نيباه وغيرها من الأمراض المعدية الناشئة.
تم استخدام مصطلح الطب التحفظي لأول مرة في منتصف التسعينات، ويمثل تطورًا كبيرًا في كل من الطب والبيئة. في حين أن العملية في الحالات الفردية معقدة، فإن المفهوم الأساسي بديهي تمامًا، أي أن صحة الإنسان، وصحة الحياة البرية، وصحة النظام البيئي كلها مرتبطة ببعضها البعض. إن خطر الأمراض الحيوانية التي تنتقل من الحيوانات إلى البشر أمر أساسي. على سبيل المثال، حرق مساحات شاسعة من الغابات لإفساح المجال للأراضي الزراعية قد يحل محل أنواع الحيوانات البرية، التي تصيب بعد ذلك حيوانًا مستأنسًا. ثم يدخل الحيوان المستأنس إلى سلسلة الغذاء البشري ويصيب الناس، ويظهر تهديد صحي جديد. ونادرًا ما تفحص المقاربات التقليدية للبيئة وصحة الحيوان والبشر هذه الروابط. في طب الوقائي، تعتبر هذه العلاقات أساسية. المهنيين من مختلف التخصصات المعنية يعملون بالضرورة بشكل وثيق مع بعضهم البعض.

## تأثير اجتماعي
بالنظر إلى البيئة والصحة معًا، يمكن للطب التحفظي أن يُحدث تغييرًا سريعًا في الرأي العام بشأن القضايا المجتمعية المعقدة، وذلك بجعل ما هو بعيد وغير محدد ومحليًا وملحًا. على سبيل المثال، قد يحدد الاحترار العالمي بشكل غامض الآثار طويلة المدى، ولكن التأثير الفوري قد يكون ارتفاعًا طفيفًا نسبيًا في درجة حرارة الهواء. وهذا بدوره يرفع سقف طيران البعوض الحساس لدرجات الحرارة، مما يسمح له بالتغذية على الطيور المهاجرة التي تحلق على ارتفاع أعلى من المعتاد، والذي بدوره قد يحمل مرضًا من دولة أو قارة إلى أخرى.
وبالمثل، فإن الموضوع الواسع لامتداد الضواحي يصبح أكثر أهمية عندما يُرى من حيث الاختلال المباشر الذي يجلبه للنظم البيئية الريفية، مما يزيد من الكثافة السكانية ويجبر البشر على الاتصال الوثيق بالحيوانات (مثل القوارض)، مما يزيد من خطر حدوث تقاطعات جديدة أمراض الأنواع. عندما ترتبط بالحالات الفعلية (مثل السارس أو فيروس نقص المناعة البشرية / الإيدز)، فإن هذه النظرة الشاملة لها صدى أقوى لدى الجمهور من التفسيرات المجردة.